# Andrea Doria (2005)
Andrea Doria (numer burtowy D553) – włoski niszczyciel rakietowy typu Horizon, który wszedł do służby we włoskiej marynarce wojennej 22 grudnia 2007 roku. Okrętowi nadano imię XVI-wiecznego admirała Andrea Doria. 

## Historia
Zamówienie na pierwszy niszczyciel typu Horizon dla Marine Militare zostało złożone 27 października 2000 roku, w mieszczącej się w Riva Trigoso stoczni należącej do koncernu Fincantieri. Rozpoczęcie budowy nastąpiło 19 lipca 2002 roku, wodowanie 14 października 2005 roku. „Andrea Doria” wszedł do służby 22 grudnia 2007 roku. Pierwszą misją okrętu było zabezpieczanie żeglugi w ramach antypirackiej operacji Atalanta. W jej ramach 22 listopada 2011 roku doszło do konfrontacji z jednostkami piratów, co nie skutkowało jednak uszkodzeniem biorących udział w zdarzeniu jednostek, a jedynie aresztowaniem 15 piratów. 

## Opis
Okręt wyposażono w nowy system zarządzania walką oparty na oprogramowaniu Linux.